# Zambie aux Jeux olympiques d'été de 2020
La Zambie participe aux Jeux olympiques de 2020 à Tokyo au Japon. Il s'agit de sa 14e participation à des Jeux d'été.

## Athlètes engagés
| Sport      | Hommes | Femmes | Total |
| ---------- | ------ | ------ | ----- |
| Athlétisme | 1      | 1      | 2     |
| Boxe       | 3      | 0      | 3     |
| Football   | 0      | 22     | 22    |
| Judo       | 1      | 0      | 1     |
| Natation   | 1      | 1      | 2     |
| Total      | 6      | 24     | 30    |

## Résultats

### Athlétisme
| Athlète      | Épreuve        | Tour préliminaire | Tour préliminaire | 1er tour | 1er tour | Demi-finale | Demi-finale | Finale   | Finale   |
| Athlète      | Épreuve        | Temps             | Rang              | Temps    | Rang     | Temps       | Rang        | Temps    | Rang     |
| ------------ | -------------- | ----------------- | ----------------- | -------- | -------- | ----------- | ----------- | -------- | -------- |
| Sydney Siame | 200 m masculin | Non disputé       | Non disputé       | 21 s 1   | 4e       | Éliminé     | Éliminé     | Éliminé  | Éliminé  |
| Roda Njobvu  | 100 m féminin  | Exemptée          | Exemptée          | 11 s 40  | 4e       | Éliminée    | Éliminée    | Éliminée | Éliminée |
| Roda Njobvu  | 200 m féminin  | Non disputé       | Non disputé       | 23 s 44  | 4e       | Éliminée    | Éliminée    | Éliminée | Éliminée |

### Boxe
| Athlète           | Catégorie               | 1/16e de finale      | 1/8e de finale       | Quart de finale     | Demi-finale         | Finale              | Rang    |
| Athlète           | Catégorie               | Adversaire Résultat  | Adversaire Résultat  | Adversaire Résultat | Adversaire Résultat | Adversaire Résultat | Rang    |
| ----------------- | ----------------------- | -------------------- | -------------------- | ------------------- | ------------------- | ------------------- | ------- |
| Patrick Chinyemba | Mouches hommes (-52 kg) | Winwood Victoire 4-1 | Yafai Défaite 2-3    | Éliminé             | Éliminé             | Éliminé             | Éliminé |
| Everisto Mulenga  | Plumes hommes (-57 kg)  | Exempté              | Ávila Défaite 2-3    | Éliminé             | Éliminé             | Éliminé             | Éliminé |
| Stephen Zimba     | Welters hommes (-69 kg) | Ah Tong Victoire 5-0 | Zamkovoy Défaite 1-4 | Éliminé             | Éliminé             | Éliminé             | Éliminé |

### Football
| Compétition     | Phase de groupe       | Phase de groupe  | Phase de groupe    | Phase de groupe | Quart de finale  | Demi-finale      | Finale / MB      | Finale / MB |
| Compétition     | Adversaire Score      | Adversaire Score | Adversaire Score   | Rang            | Adversaire Score | Adversaire Score | Adversaire Score | Rang        |
| --------------- | --------------------- | ---------------- | ------------------ | --------------- | ---------------- | ---------------- | ---------------- | ----------- |
| Tournoi féminin | Pays-Bas Défaite 3-10 | Chine Nul 4-4    | Brésil Défaite 0-1 | 3e              | Éliminées        | Éliminées        | Éliminées        | Éliminées   |

### Judo
| Athlète         | Compétition           | 1er tour             | 2e tour             | Quart de finale     | Demi-finale         | Repêchage           | Finale              | Rang    |
| Athlète         | Compétition           | Adversaire Résultat  | Adversaire Résultat | Adversaire Résultat | Adversaire Résultat | Adversaire Résultat | Adversaire Résultat | Rang    |
| --------------- | --------------------- | -------------------- | ------------------- | ------------------- | ------------------- | ------------------- | ------------------- | ------- |
| Steven Mungandu | Moins de 66 kg hommes | Gomboc Défaite 00-10 | Éliminé             | Éliminé             | Éliminé             | Éliminé             | Éliminé             | Éliminé |

### Natation
| Athlète         | Épreuve                  | Séries  | Séries | Demi-finales | Demi-finales | Finale   | Finale   |
| Athlète         | Épreuve                  | Temps   | Rang   | Temps        | Rang         | Temps    | Rang     |
| --------------- | ------------------------ | ------- | ------ | ------------ | ------------ | -------- | -------- |
| Shaquille Moosa | 50 m nage libre masculin | 25 s 54 | 56e    | Éliminé      | Éliminé      | Éliminé  | Éliminé  |
| Tilka Paljk     | 50 m nage libre féminin  | 27 s 34 | 52e    | Éliminée     | Éliminée     | Éliminée | Éliminée |